# Luca Rizzo
Luca Rizzo (Genova, 24 aprile 1992) è un calciatore italiano, centrocampista svincolato.

## Caratteristiche tecniche
È un esterno di centrocampo che può giocare sia sulla corsia di destra che su quella di sinistra. Ha giocato anche come centrocampista centrale e come trequartista. Possiede un'ottima velocità.

## Carriera

### Club

#### Inizi e prestiti a Pergocrema, Foligno e Pisa
Cresciuto nel Borgoratti e poi nelle giovanili della Sampdoria, dalla stagione 2011-2012 inizia la sua carriera come calciatore professionista: nell'estate del 2011 viene ceduto dai blucerchiati in prestito in Lega Pro Prima Divisione al Pergocrema. Con la squadra di Crema esordisce in campionato l'11 settembre 2011, venendo schierato titolare nella partita Pergocrema-Bassano (2-0).
Il 5 gennaio 2013, dopo aver giocato 12 volte con la maglia dei gialloblu, viene ceduto, sempre in prestito, al Foligno, formazione a sua volta militante nel campionato di Lega Pro Prima Divisione. Con la squadra umbra gioca altre 17 gare di Campionato, portando così le sue presenze stagionali a quota 29, senza però riuscire ad andare a segno.
La stagione seguente la Samp decide nuovamente di darlo in prestito in Prima Divisione, questa volta però al Pisa. Il 5 agosto 2012 esordisce in maglia nerazzurra giocando dal primo minuto la partita di Coppa Italia Pisa-Arezzo (2-0). Il 9 settembre seguente realizza invece la sua prima rete da professionista, segnando all'80º minuto il gol del pareggio nella gara Fidelis Andria-Pisa (1-1). Conclude la sua stagione con i toscani giocando in totale 23 partite di campionato con 2 gol, 2 di Coppa Italia e 4 dei play-off promozione (persi però in finale contro il Latina).

#### Prestito al Modena e ritorno alla Samp
Il 9 luglio 2013 viene ceduto, in prestito con diritto di riscatto della compartecipazione e controriscatto a favore della Samp, al Modena, in Serie B. L'11 agosto 2013 esordisce in maglia gialloblu, giocando dal primo minuto la partita di Coppa Italia Modena-Frosinone, 0-1. Il 24 agosto seguente invece debutta in Serie B, venendo schierato da mister Walter Novellino nella formazione titolare che pareggia per 1 a 1 contro il Palermo. Il 1º febbraio 2014 realizza la sua prima rete in Serie B siglando il momentaneo gol del 2-0 nella sfida Modena-Varese 4-1. Realizza altre due reti nel corso del Campionato: la prima il 22 marzo in Modena-Latina 4-0, la seconda il 5 aprile in Lanciano-Modena 1-3.
Il 17 giugno 2014 il Modena comunica di aver esercitato il diritto d'opzione per l'acquisto della compartecipazione del calciatore; ma due giorni dopo la Sampdoria rende noto di aver usufruito dell'accordo di contro-opzione: così facendo il centrocampista genovese torna in blucerchiato..
Il 21 settembre 2014 compie il suo esordio in Serie A e in blucerchiato subentrando durante la partita Sassuolo-Samp 0-0 a Roberto Soriano.
Il 2 novembre 2014 gioca la sua seconda partita da titolare con la Sampdoria contro la Fiorentina siglando anche il suo primo gol in A.
Il 27 novembre 2014 trova l'intesa con i blucerchiati per il rinnovo del contratto fino a giugno 2019.

#### Bologna e prestiti a SPAL ed Atalanta
Il 30 giugno 2015 viene ceduto al Bologna con la formula del prestito con obbligo di riscatto. Colleziona 35 presenze totali e 0 reti.
Il 3 luglio 2017 passa a titolo temporaneo, con diritto di riscatto, alla SPAL, neopromossa in Serie A. Il 27 agosto 2017, al 94º minuto, sigla la rete del 3-2 per la sua squadra contro l'Udinese, portando così la SPAL a tornare a vincere in massima divisione, cosa che non accadeva dal 28 aprile 1968, ossia più di 49 anni prima.
Il 13 gennaio 2018 viene ceduto, con la stessa formula, all'Atalanta; fa il suo esordio con i bergamaschi il successivo 28 febbraio, quando gioca gli ultimi minuti della semifinale di ritorno di Coppa Italia, persa per 1-0 sul campo della Juventus. Terminato il prestito torna al Bologna, e quella in Coppa Italia è stata la sua unica gara giocata da lui con la Dea.

#### Foggia, Carpi e Livorno
Concluso il suo prestito con gli orobici, il 17 agosto 2018 viene ceduto in prestito al Foggia. Con i pugliesi è vittima di problemi fisici che gli fanno disputare solo 5 gare. Il 31 gennaio 2019 viene così mandato, sempre in prestito, al Carpi, dove di fatto non scende mai in campo.
Il 9 agosto 2019 il Bologna lo cede nuovamente in prestito, stavolta al Livorno. Il 1º luglio 2020, chiude la sua esperienza con gli amaranto dopo aver raccolto 4 presenze in campionato, ritornando al Bologna, dopo che non ha raggiunto l'accordo per il prolungamento del contratto fino al 31 agosto con la società toscana.

#### Pro Vercelli
Il 27 gennaio 2021 viene acquistato dalla Pro Vercelli, in serie C, chiudendo la stagione con 3 presenze senza mai segnare e rimanendo nel club piemontese anche per la stagione successiva.

#### Ligorna, Lavagnese e Voltrese Vultur
Il 17 febbraio 2023, da svincolato, torna a Genova e firma per il Ligorna, militante in Serie D, girone A. Il 19 agosto viene acquistato dalla Lavagnese, ma dopo tre mesi, rescinde il contratto con la società ligure e torna svincolato. Il 7 febbraio 2024 viene ingaggiato dalla Voltrese Vultur, squadra genovese, che milita in Eccellenza Liguria. In agosto 2024 non rinnova il contratto con l'attuale società rimanendo quindi svincolato.

### Nazionale
Nel febbraio 2014 viene convocato dal C.T. Luigi Di Biagio per uno stage della nazionale italiana Under-21. Il 12 dicembre seguente, sempre con l'Under-21, prende parte alla partita amichevole contro la B Italia che si disputerà il 16 dicembre seguente allo Stadio Polisportivo Provinciale di Trapani.

## Statistiche

### Presenze e reti nei club
Statistiche aggiornate al 30 giugno 2024
| Stagione            | Squadra             | Campionato          | Campionato | Campionato | Coppe nazionali | Coppe nazionali | Coppe nazionali | Coppe continentali | Coppe continentali | Coppe continentali | Altre coppe | Altre coppe | Altre coppe | Totale | Totale |
| Stagione            | Squadra             | Comp                | Pres       | Reti       | Comp            | Pres            | Reti            | Comp               | Pres               | Reti               | Comp        | Pres        | Reti        | Pres   | Reti   |
| ------------------- | ------------------- | ------------------- | ---------- | ---------- | --------------- | --------------- | --------------- | ------------------ | ------------------ | ------------------ | ----------- | ----------- | ----------- | ------ | ------ |
| 2011-gen. 2012      | Pergocrema          | 1D                  | 12         | 0          | CI-LP           | 0               | 0               | -                  | -                  | -                  | -           | -           | -           | 12     | 0      |
| gen.-giu. 2012      | Foligno             | 1D                  | 17         | 0          | CI-LP           | 0               | 0               | -                  | -                  | -                  | -           | -           | -           | 17     | 0      |
| 2012-2013           | Pisa                | 1D                  | 23+4       | 2+1        | CI+CI-LP        | 2+4             | 0               | -                  | -                  | -                  | -           | -           | -           | 33     | 3      |
| 2013-2014           | Modena              | B                   | 35+1       | 3          | CI              | 1               | 0               | -                  | -                  | -                  | -           | -           | -           | 37     | 3      |
| 2014-2015           | Sampdoria           | A                   | 15         | 1          | CI              | 1               | 0               | -                  | -                  | -                  | -           | -           | -           | 16     | 1      |
| 2015-2016           | Bologna             | A                   | 23         | 0          | CI              | 1               | 0               | -                  | -                  | -                  | -           | -           | -           | 24     | 0      |
| 2016-2017           | Bologna             | A                   | 12         | 0          | CI              | 1               | 0               | -                  | -                  | -                  | -           | -           | -           | 13     | 0      |
| Totale Bologna      | Totale Bologna      | Totale Bologna      | 35         | 0          |                 | 2               | 0               |                    | -                  | -                  |             | -           | -           | 37     | 0      |
| 2017-gen. 2018      | SPAL                | A                   | 11         | 2          | CI              | 1               | 0               | -                  | -                  | -                  | -           | -           | -           | 12     | 2      |
| gen.-giu. 2018      | Atalanta            | A                   | 0          | 0          | CI              | 1               | 0               | UEL                | 0                  | 0                  | -           | -           | -           | 1      | 0      |
| 2018-gen. 2019      | Foggia              | B                   | 5          | 0          | CI              | 0               | 0               | -                  | -                  | -                  | -           | -           | -           | 5      | 0      |
| gen.-giu. 2019      | Carpi               | B                   | 0          | 0          | CI              | 0               | 0               | -                  | -                  | -                  | -           | -           | -           | 0      | 0      |
| 2019-2020           | Livorno             | B                   | 4          | 0          | CI              | 0               | 0               | -                  | -                  | -                  | -           | -           | -           | 4      | 0      |
| gen.-giu. 2021      | Pro Vercelli        | C                   | 2+1        | 0          | CI              | 0               | 0               | -                  | -                  | -                  | -           | -           | -           | 3      | 0      |
| 2021-2022           | Pro Vercelli        | C                   | 18         | 0          | CI-C            | 1               | 0               | -                  | -                  | -                  | -           | -           | -           | 19     | 0      |
| Totale Pro Vercelli | Totale Pro Vercelli | Totale Pro Vercelli | 20+1       | 0          |                 | 1               | 0               |                    | 0                  | 0                  |             | -           | -           | 22     | 0      |
| feb.-giu. 2023      | Ligorna             | D                   | 6+1        | 0          | CI-D            | 0               | 0               | -                  | -                  | -                  | -           | -           | -           | 7      | 0      |
| ago.-nov. 2023      | Lavagnese           | D                   | 7          | 0          | CI-D            | 1               | 1               | -                  | -                  | -                  | -           | -           | -           | 8      | 1      |
| feb.-giu. 2024      | Voltrese Vultur     | Ecc.                | 9          | 4          | -               | -               | -               | -                  | -                  | -                  | -           | -           | -           | 9      | 4      |
| Totale carriera     | Totale carriera     | Totale carriera     | 205        | 13         |                 | 14              | 1               |                    | 0                  | 0                  |             | -           | -           | 219    | 14     |